# Umi-kwan
Umi-kwan ((en hangul, 우미관; en hanja, 優美館)) fue un histórico cine en Gwancheol-dong, Distrito de Jongno, Seúl, Corea del Sur. Este cine fue fundado en 1910 o 1911 por una persona japonesa y originalmente se conocía como Golden Entertainment Hall ((en hangul, 고등연예관; en hanja, 黃金演藝館)). En diciembre de 1912, cambió su nombre a Umigwan. El edificio era imponente, con dos pisos y tenía una capacidad para albergar a 1,000 personas.
Durante la década de 1910, Umi-kwan vivió su período de mayor esplendor, antes de que sus competidores, el Teatro Chosŏn y el Dansungsa, ganaran más notoriedad. Durante sus primeros años, proyectó una cantidad considerable de películas mudas. En 1928, Umi-kwan proyectó la primera película sonora en Corea.
A pesar de que su influencia fue disminuyendo con el tiempo, el cine continuó en funcionamiento incluso después del fin del período de dominio japonés en 1945. Sin embargo, durante la Guerra de Corea de 1950-1953, el cine fue destruido.
En 1959, Umi-kwan fue reconstruido junto al Centro Comercial Whashin. A pesar de los esfuerzos por recuperar su prestigio, el cine nunca volvió a alcanzar su antigua gloria y finalmente cerró sus puertas en 1982.